# Takeda Yoshinobu
Takeda Yoshinobu (武田 義信 (Vũ Điền Nghĩa Tín) Takeda Yoshinobu, 1538-19 tháng 11, 1567) là một daimyo thời kỳ Sengoku, ông là con trai cả của Takeda Shingen và Sanjô Kimiyori. Năm 1550, Yoshinobu đã lấy chữ Yoshi (義) đặt cho mình từ một shogun thứ 13 của dòng họ Ashikaga, Ashikaga Yoshiteru. Năm 1552, để tạo hoà bình giữa nhà Takeda và Ishigawa, Takeda Yoshinobu đã lấy con gái của Imagawa Yoshimoto. Ông còn tham gia vào trận chiến thứ tư ở Kawanakajima với cha ông vào năm 1561 và đã bị thương trong trận này. Sau cái chết của Yoshimoto, tình cha con giữa ông và Shingen bắt đầu rạn nứt. Năm 1565, ông đã nổi lên chống lại cha ông và bị bắt ở đền Toko. Trong khi đó thầy của ông, Obu Toramasa (em trai của Yamagata Masakage), đã tự vẫn.
Hai năm sau, ông tự sát nhưng cũng có người nói ông bị bệnh mà mất. Cháu trai của Yoshinobu, Takeda Nobukatsu (con trai của người em cùng cha khác mẹ Takeda Katsuyori) đã lên thay ngôi ông.